# Maria Romanowa (ur. 1953)
Maria Władimirowna Romanowa (ros. Мария Владимировна Романова; ur. 23 grudnia 1953 w Madrycie) – wielka księżna, pretendentka do tronu rosyjskiego, tytularna Imperatorka Wszechrusi.

## Rodzina
Urodziła się jako jedyna córka wielkiego księcia Władimira Cyrylowicza i jego żony Leonidy Georgiewny, z domu księżniczki Bagration-Muchrańskiej, córki Jerzego Iraklijewicza Bagration-Muchrańskiego – pretendenta do tronu Gruzji. Małżeństwo jej rodziców przez niektórych monarchistów uznane zostało za niedynastyczne, ponieważ jej matka była wcześniej żoną amerykańskiego przedsiębiorcy Sumnera Moore Kirby, z którym miała córkę Helen i z którym rozwiodła się w 1937.
Maria Władimirowna kształciła się w Madrycie i Paryżu, a także studiowała na uniwersytecie oksfordzkim. 22 września 1976 w Madrycie poślubiła Franciszka Wilhelma Hohenzollerna, księcia Prus, który przeszedł na prawosławie i przyjął imię Michała Pawłowicza. Parze urodził się syn:
- Jerzy Michajłowicz (ur. 13 marca 1981, w Madrycie), wielki książę i cesarzewicz Rosji, książę Prus (jako Georg Michael Prinz von Preußen).

Po urodzeniu Jerzy Michajłowicz otrzymał od swojego dziadka tytuł wielkiego księcia Rosji, i zgodnie z kontraktem małżeńskim, zarejestrowany został pod nazwiskiem Romanow. Od 1982 Maria i jej mąż byli w separacji, a rozwiedli się 19 czerwca 1985. Po rozwodzie Michał Pawłowicz powrócił do imienia Franciszek Wilhelm i tytułów pruskich.
Maria Władimirowna mieszka obecnie w Hiszpanii. Biegle mówi i czyta po rosyjsku, angielsku, francusku i hiszpańsku, rozumie również niemiecki, włoski i arabski. Od 1992, tak samo jak jej matka i syn, posiada paszport rosyjski.

## Głowa rodu
21 kwietnia 1992, po śmierci ojca, została głową Domu Romanowów. Popierana jest czynnie przez Rosyjski Kościół Prawosławny. Jednak Stowarzyszenie Rodziny Romanowów (składające się z Romanowów pochodzących z niedynastycznych małżeństw morganatycznych, do dynastii formalnie już nienależących), kwestionuje jej starszeństwo w dynastii.
Przy okazji ponownego pogrzebu cesarzowej-wdowy Marii Fiodorowny w Petersburgu (28 września 2006) Maria Władimirowna miała mimo wszystko precedencję przed wszystkimi żałobnikami (byłym królem greckim Konstantynem II, księciem Kentu Michałem, następcą tronu Danii Fryderykiem i gubernator Petersburga Walentyną Matwijenko), stojąc samotnie w pierwszym rzędzie, co najwyraźniej zostało ustalone z rosyjskimi władzami kościelnymi i państwowymi, ze stowarzyszeniem rodzinnym i dworem duńskim.
Podobnie jak jej ojciec, Maria Władimirowna używa jedynie tytułu wielkoksiążecego, jednak w wydawnictwach dość często tytułowana jest imperatorką de iure (jako Maria). Podobnie jak jej ojciec, uważa, że dynastia historyczna powinna łączyć kraje i narody należące przez wieki do wspólnego państwa. Stąd, poza częstymi odwiedzinami w różnych regionach Rosji, odwiedza również Ukrainę, Białoruś, Republikę Naddniestrzańską (2009), ośrodki emigracji rosyjskiej w Europie, USA, Australii itd. Jest wielkim mistrzem orderów domowych (dynastycznych) Romanowych, i jako głowa dynastii odznaczona została wielkim krzyżem Zakonu Maltańskiego oraz rosyjskim prawosławnym orderem św. Olgi I klasy.
Marię Władimirowną łączą więzi z Polską. Jej babką była Helena (1886–1979), córka Zygmunta Złotnickiego herbu Nowina, żona Jerzego, księcia Bagration-Muchrańskiego (1884–1957).